# 9823 Аннанталова
9823 Аннанталова (4271 T-1, 1997 GM23, 9823 Annantalová) — астероїд головного поясу.
Тіссеранів параметр щодо Юпітера — 3,516.